# Shaʿifūra
La shaʿifūra (شعيفورة) o ŷaʿifūra (جعيفورة) es una ensalada típica de Siria que consiste en queso shanklish con tomate y cebolla picados y aceite de oliva. El shanklish o surke es un queso de sabor intenso que ha sido curado con tomillo y que se presenta en forma de «pelotillas». Es una ensalada de origen popular y en cada hogar se prepara de una manera única, por lo que a veces puede incluir también pepino, pimiento verde, zanahoria, perejil o menta fresca, todo picado finamente. Se sirve como mezze en el desayuno o en la cena. En los restaurantes de Baniás, Tartús, La Taquia y la zona costera de Siria, la shaifura se sirve a los clientes como aperitivo. En el siglo pasado, la gente de la costa repobló la región central de Siria (Homs, Hama y Salamíe), llevando su gusto por el shanklish y la shaifura. También es conocido como bazarkán (بازركان), nombre posiblemente de origen turco, y a veces es llamado simplemente como ensalada de shanklish (سلطة شنكليش).  
Es la forma más común de servir el shanklish, ya que el sabor dulce del tomate contrasta con el intenso queso. Por su fuerte sabor, el shanklish es conocido como الروكفور الشامي al-rukafur al-shami («el roquefort sirio»).